# Trägheit
In der Physik ist Trägheit, auch Beharrungsvermögen, das Bestreben von physikalischen Körpern, in ihrem Bewegungszustand zu verharren, solange keine äußeren Kräfte oder Drehmomente auf sie einwirken. Eine solche Bewegung wird Trägheitsbewegung genannt.
Das einfachste Beispiel einer Trägheitsbewegung ist die Bewegung geradeaus mit konstanter Geschwindigkeit, auch geradlinig-gleichförmige Bewegung genannt. Ein anderes Beispiel ist die Rotation der Erde, die über sehr lange Zeiträume fast unverändert ist.
Die meisten Trägheitsbewegungen auf der Erde werden durch Reibung nach und nach verlangsamt, bis das Objekt zum Stillstand kommt. Vor dem Hintergrund dieser Beobachtung wurde in Europa lange Zeit die Bewegungstheorie von Aristoteles gelehrt, nach der für jeden Körper die Ruhe der natürliche Zustand sei, den er von sich aus anstrebe.
Nach Vorarbeiten anderer Gelehrter formulierte Isaac Newton das Trägheitsgesetz als einen der Grundpfeiler seiner Schrift Philosophiae Naturalis Principia Mathematica, welche grundlegend für die Physik wurde. Das Trägheitsgesetz ist auch als erstes Newtonsches Gesetz bekannt.
Das Maß für die Trägheit eines Körpers
- gegenüber Beschleunigungen seines Massenmittelpunktes (Translationsbewegung) ist seine Masse
- gegenüber Drehbeschleunigung um den Massenmittelpunkt (Rotationsbewegung) ist sein Trägheitsmoment.

## Bedeutung für wichtige Prinzipien der Mechanik
Die Trägheit spielt eine wichtige Rolle in vielen zentralen Prinzipien der Mechanik.

### Trägheitsprinzip
Die Trägheit ist die Grundlage des Trägheitsprinzips, das ein Axiom der newtonschen bzw. klassischen Mechanik ist. Es besagt, dass ein gleichförmig bewegter Körper seine geradlinig-gleichförmige Bewegung beibehält, sofern keine Kraft auf ihn ausgeübt wird. Demnach verharrt auch ein ruhender Körper in Ruhe. Ein Bezugssystem, in dem das Trägheitsprinzip gilt, heißt Inertialsystem.
Newton formulierte das Prinzip in seinem 1. Axiom und präzisierte, dass die gleichförmige Bewegung bezüglich eines absoluten Raums gemeint sei.
Ursprünglich war dieses Prinzip nur auf die Bewegung freier Körper und für Stoßprozesse bezogen worden, da der Begriff einer Kraft, die eine Distanzwirkung haben könnte, nicht existierte.
Als Erster erkannte Galileo Galilei zu Beginn des 17. Jahrhunderts das Trägheitsprinzip und formulierte auch schon, dass die kräftefreie Bewegung sich beliebig weit geradlinig fortsetze. Er nutzte dies zur ersten korrekten Behandlung der Bewegungen von Körpern auf der Erde im freien Fall, im schiefen Wurf und auf der schiefen Ebene.
Die erste eindeutige Formulierung als allgemeines Prinzip der kräftefreien Bewegungen gab René Descartes 1644, doch erst Newton wandte das Trägheitsprinzip auch auf die Bewegungen von Himmelskörpern an.
In der Relativitätstheorie wird das Trägheitsprinzip erweitert, indem nicht nur die Masse, sondern jede Form von Energie sich träge verhält. So lässt sich ein Analogon des Trägheitsprinzips auch für die Energie eines elektromagnetischen Feldes formulieren.

### Relativitätsprinzip
Das Relativitätsprinzip, das mit der Trägheit in enger Beziehung steht, ist sowohl in der klassischen Mechanik bedeutend als auch Grundlage der speziellen Relativitätstheorie.

### Äquivalenzprinzip
Das Äquivalenzprinzip besagt, dass träge Masse und schwere Masse äquivalent sind, und ist eine der zentralen Grundlagen der allgemeinen Relativitätstheorie.
Die träge Masse ist das Maß für die Trägheit eines Körpers, also ein Maß dafür, wie groß eine Kraft sein muss, um eine bestimmte Beschleunigung eines Körpers zu bewirken. Eine große träge Masse sorgt beispielsweise dafür, dass ein auf ebener Strecke rollendes Auto nur mit großem Kraftaufwand anzuhalten ist.
Im Gegensatz dazu ist die schwere Masse dafür verantwortlich, wie stark die Gravitationskraft ist, die ein Körper auf andere Körper ausübt und durch diese erfährt.
Inzwischen ist mit sehr hoher Genauigkeit gemessen worden, dass diese beiden Massen äquivalent sind, also als ein und dieselbe Größe aufgefasst werden können. Die Annahme, dass träge und schwere Masse exakt gleich sind, heißt Äquivalenzprinzip.
Es gibt in der klassischen Mechanik keine Erklärung für das experimentell sehr gut bestätigte Äquivalenzprinzip. Es war eine maßgebliche Grundlage für Einsteins Formulierung der allgemeinen Relativitätstheorie. Diese Theorie ist so formuliert, dass die Äquivalenz von schwerer und träger Masse direkt aus der Formulierung folgt, das Äquivalenzprinzip ist also ein grundlegender Bestandteil der Theorie. Nach der allgemeinen Relativitätstheorie bewirkt die Masse eines Körpers eine Raumzeitkrümmung, und dem erweiterten Trägheitsprinzip zufolge bewegen sich andere Körper nun entlang der Geodäten der gekrümmten Raumzeit, so dass die passive Schwere dieser Körper mit ihrer Trägheit identisch ist.

### Machsches Prinzip
Auch die Überlegungen Ernst Machs zur Ursache der Trägheit waren bei der Entwicklung der allgemeinen Relativitätstheorie eine wichtige Inspiration. Er nahm an, dass Trägheit und alle damit zusammenhängenden Eigenschaften eines Körpers durch die anderen im Universum vorhandenen Körper bewirkt würden.
Josef Lense und Hans Thirring leiteten 1918 aus der von Einstein wenige Jahre zuvor veröffentlichten Allgemeinen Relativitätstheorie ab, dass die Gravitation eines drehenden Körpers andere Körper mitreißt. Einstein sah diesen Lense-Thirring-Effekt als Bestätigung von Machs Ansichten an und prägte dafür den Begriff des „Machschen Prinzips“. Dagegen fasst die heute übliche Interpretation den Effekt als Modifikation des Gravitationsfeldes durch die Rotation auf und nicht als Modifikation der Trägheit.

## Trägheitskräfte
In Nicht-Inertialsystemen treten Trägheitskräfte wie z. B. die Zentrifugalkraft auf.
Ein Beispiel sind die Passagiere eines Kettenkarussells. Sie werden auf ihren Sitzen durch die Ketten auf eine Kreisbahn gezwungen, statt sich gleichförmig geradeaus zu bewegen, wie es bei einem Riss der Kette der Fall wäre. Auf diesen Sachverhalt gibt es zwei richtige, aber unterschiedliche Sichtweisen:
- Eine Person auf dem Sitz (rotierendes Bezugssystem) hat das Gefühl, durch die Zentrifugalkraft nach außen gezogen zu werden.
- Ein Beobachter, der neben dem Karussell steht (Inertialsystem als Bezugssystem), sieht, dass die Ketten den Sitz mit der Person darauf von einer geradlinigen Flugbahn ablenken, der Sitz also eine Zentripetalkraft in Richtung zur Drehachse des Karussells (nach innen) auf die Person ausübt.

In rotierenden Bezugssystemen, die allgemein zu den beschleunigten Bezugssystemen gehören, treten die Zentrifugalkraft, die Eulerkraft und die Corioliskraft als Trägheitskräfte auf. Die Trägheitskräfte in anderen beschleunigten Bezugssystemen haben meist keine besonderen Namen.
Die Trägheit wurde von Newton als innere Kraft des Körpers verstanden, mit der er sich einer Beschleunigung widersetzt. Der Betrag dieser Kraft ist das Produkt aus Beschleunigung im Inertialsystem und Masse des Körpers, ihre Richtung ist der Beschleunigung entgegengerichtet. Da sie als Folge einer Beschleunigung und nicht als deren Ursache definiert ist, wird sie als Trägheitskraft oder genauer d’Alembertsche Trägheitskraft bezeichnet.

## Geschichte

### Antike Theorien zur Bewegung
Vor der Renaissance im 15. Jahrhundert war im europäischen Raum die Theorie der Bewegung von Aristoteles, die dieser im 3. Jahrhundert v. u. Z. formuliert hatte, allgemein anerkannt. Dieser Theorie zufolge wird ein bewegtes Objekt ohne Krafteinwirkung sich verlangsamen und schließlich zur Ruhe kommen, so dass eine fortwährende Krafteinwirkung nötig ist, um ein Objekt in Bewegung zu halten. Aristoteles erklärte die Fortbewegung eines geworfenen Gegenstandes durch eine Kraft, die das umgebende Medium auf ihn ausübe.
Daher kam Aristoteles zu dem Schluss, dass eine solche gewaltsame Fortbewegung im Vakuum unmöglich sei, da kein Medium vorhanden sei, das den Körper gegen den Widerstand seiner Schwere in Bewegung halte.
Ein Körper, der sich in nicht-gewaltsamer Bewegung im Vakuum befinde, müsse sich dagegen für immer unbeeinflusst fortbewegen.
„Darüber hinaus gibt es niemanden, der sagen kann, warum ein Objekt in Bewegung irgendwo stehen bleibt; Warum sollte es vorziehen, hier oder hier aufzuhören? Also: Ein Objekt wird entweder in Ruhe oder in Bewegung im Grenzenlosen sein, es sei denn, etwas mit mehr Kraft steht dem im Weg.“

Trotz ihres Erfolges und der allgemeinen Akzeptanz wurde Aristoteles’ Lehre der Bewegung wiederholt von Philosophen infrage gestellt. Lukrez behauptete beispielsweise, der Grundzustand eines Körpers sei die Bewegung, nicht die Ruhe. Im 6. Jahrhundert n. Chr. vertrat Johannes Philoponos die Ansicht, Aristoteles’ Erklärung der nicht-gewaltsamen Bewegung im Vakuum habe zur Folge, dass ein Medium einen solchen Körper abbremse, was im Widerspruch zur These stehe, dass das Medium die Bewegung eines Körpers aufrechterhalte. Er schlug daher vor, dass die Bewegung nicht durch das Medium aufrechterhalten werde, sondern durch eine Eigenschaft des Körpers, die erzeugt werde, wenn er in Bewegung versetzt wird. Averroes und viele scholastische Philosophen wandten sich gegen diese Sicht und unterstützten die Sichtweise Aristoteles’. In der islamischen Welt fand Philoponus’ Ansicht jedoch zahlreiche Unterstützer, die seine Thesen weiterentwickelten.

### Impetustheorie
Im 14. Jahrhundert postulierte Johannes Buridan eine bewegungsverursachende Eigenschaft, die er Impetus nannte und nahm an, dass der Impetus nicht von allein verringert werde. Stattdessen vermutete er, dass der Luftwiderstand und das Gewicht eines Körpers seinem Impetus entgegenwirke. Buridan postulierte weiter, dass der Impetus mit der Geschwindigkeit zunehme; seine Vorstellung vom Impetus war also dem modernen Begriff des Impulses ähnlich. Er sah seine Theorie allerdings nur als Modifikation von Aristoteles’ Philosophie und hielt an anderen Lehren der Peripatos fest. So ging er weiterhin davon aus, dass ein fundamentaler Unterschied zwischen einem ruhenden und einem bewegten Körper existiere. Neben einem gewöhnlichen geradlinigen Impetus postulierte er auch einen Kreisimpetus, der bewirke, dass sich Himmelskörper auf Kreisbahnen bewegen.
Buridans Schüler Albert von Rickmersdorf (1316–1390) und eine philosophische Schule in Oxford verfolgten die Impetustheorie weiter und führten einige Experimente durch, deren Ergebnisse im Widerspruch zu Aristoteles’ Lehre standen. Nikolaus von Oresme arbeitete die Impetustheorie weiter aus und stellte erstmals die Bewegungsgesetze und Zusammenhänge anderer Größen in grafischer Form dar.
Kurz bevor Galilei seine Theorie der Trägheit aufstellte, modifizierte Giovanni Battista Benedetti die Impetustheorie derart, dass sie nur geradlinige Bewegung beinhaltete. Er nennt die Bewegung eines Steins an einer Schnur als Beispiel für eine geradlinige Bewegung, die durch äußeren Zwang in eine Kreisbewegung umgewandelt wird. Außerdem widersprach Benedetti erstmals der Lehre Aristoteles’, dass Körper umso schneller fallen, je schwerer sie sind, mit einem Gedankenexperiment: Werden zwei fallende Kugeln mit einer (masselosen) Stange verbunden, ändert sich nichts an der Fallgeschwindigkeit, obwohl die Masse des Gesamtkörpers sich vergrößert.

### Europäische Renaissance
Das Gesetz von der Trägheit der Masse löste die auf Aristoteles zurückgehende Vorstellung ab, nach der zur Aufrechterhaltung einer Bewegung eine ständige Kraft nötig sei. Das Konzept der Trägheit wurde während des 17. Jahrhunderts von vielen Physikern entwickelt.
So findet sich in den Schriften Galileo Galileis eine erste Formulierung des verwandten Relativitätsprinzips. Galileis Fall- und Pendelexperimente waren jedoch ungeeignet, die träge Masse von Körpern festzustellen, da deren Einfluss auf das Messergebnis durch den der schweren Masse genau kompensiert wird, denn beide sind proportional zueinander. Diese erst später festgestellte Äquivalenz wird als Äquivalenzprinzip bezeichnet. Ein Zeitgenosse und Briefpartner Galileis, Giovanni Battista Baliani, mutmaßte allerdings bereits, dass die Massenunabhängigkeit der Fallzeiten daher rühre, dass die Masse sowohl als „agens“, als auch als „passum“ wirke, was den später eingeführten Konzepten von träger und schwerer Masse entspricht.
Eine der ersten Formulierungen des Trägheitsprinzips findet sich in den Principia philosophiae von René Descartes. Christiaan Huygens erhob das Trägheitsprinzip ebenso wie eine klare Formulierung des Relativitätsprinzips zu Axiomen, die insbesondere seiner Behandlung von Stoßprozessen zugrunde liegen.
Die erstmalige Formulierung des Trägheitsgesetzes in der heutigen Form geht auf Isaac Newton zurück, der 1687 in seinem ersten Axiom postuliert:

„Ein Körper verharrt in seinem Zustand der Ruhe oder der gleichförmigen geradlinigen Bewegung, solange die Summe aller auf ihn einwirkenden Kräfte Null ist.“

Newton sah die Quelle der Trägheit in einem Dreibund aus absoluter Masse, Zeit und Raum und entwarf das Wassereimer-Gedankenexperiment: Im absolut leeren Raum rotiert ein Eimer Wasser um seine Symmetrieachse. Die Trägheitskräfte sorgen nun dafür, dass sich das Wasser an den Rand des Eimers drängt und eine parabolisch gewölbte Oberfläche entsteht.
Nach Newtons Interpretation spielt hier also der absolute Raum eine zentrale Rolle. Ohne ihn könnte man keine Kreisbeschleunigung (vom Eimer aus betrachtet ist das ganze System ja in Ruhe) feststellen, gegen die sich die Teilchen mit ihrer Trägheit sträuben. Der Raum wird unabhängig vom rotierenden Eimer als real existierendes, absolutes Bezugsystem angenommen.
Einen anderen Ansatz verfolgte Ernst Mach. Er vermutete, dass die Trägheit von allen Massen gegenseitig ausgeübt wird. Ein einzelnes Teilchen in einem leeren Universum hätte demnach keine Trägheit. Diese Sichtweise wurde unter anderem von Albert Einstein als machsches Prinzip bezeichnet.
Einsteins spezielle Relativitätstheorie bedeutete das Ende der von Newton postulierten Absolutheit von Masse, Zeit und Raum. Im Raum-Zeit-Kontinuum der speziellen Relativitätstheorie sind nur die Raumzeit-Abstände {\displaystyle ds^{2}=dx^{2}+dy^{2}+dz^{2}-c^{2}dt^{2}} absolut. Räumliche und zeitliche Abstände sowie die Trägheit sind vom Bewegungszustand abhängig. Insbesondere wächst die Trägheit bei Annäherung an die Lichtgeschwindigkeit so schnell an, dass diese nicht überschritten werden kann.
In der newtonschen Theorie ist die Gleichheit von träger und schwerer Masse ein nicht weiter erklärbarer „Zufall“, während sie in der allgemeinen Relativitätstheorie als Äquivalenzprinzip postuliert wird. Aus der Äquivalenz von Masse und Energie folgt, dass jede Form von Energie Trägheit besitzt.